# Wart (Altensteig)
Wart ist ein Stadtteil von Altensteig im Landkreis Calw.

## Lage
In vielen Ortsbeschreibungen wird immer wieder die besondere Lage der Siedlung mit 593 m ü. NN auf der Hochnagoldplatte hervorgehoben, mit ihrem freien Blick auf die Schwäbische Alb. Geologisch gesehen liegt der westliche Teil der Gemarkung auf dem Gebiet des oberen Buntsandsteins und der östliche Teil auf den letzten Ausläufern des Muschelkalks.

## Wappen
Seit 1931 besteht das Wappen des Ortes aus einem grünen Zweiberg, auf dessen Einschnitt eine mit dem lateinischen W belegte, silberne Pflugschar zielt, auf dessen Kuppen je eine grüne Tanne mit braunem Stamm steht und der mit zwei nach oben weisenden, braunen Hirschstangen belegt ist.

## Geschichte
Die Anfänge des Dorfes reichen bis ins 12. Jahrhundert zurück. Urkundlich wird Wart erstmals 1329 genannt. Als Lehenssiedlung war der Ort seit 1363 Bestandteil der „Gräflich-württembergischen Landvogtei Nagold“.
In der kurzen Zeit von 1808 bis 1810 gehörte Wart zum Oberamt Altensteig, welches jedoch wieder aufgelöst wurde, seither zum Oberamt Nagold. Am 1. Januar 1975 wurde Wart nach Altensteig eingemeindet.

## Wirtschaft
Die Bewohner von Wart wurden in der Oberamtsbeschreibung von 1862 als „im allgemeinen körperlich kräftig und gut gewachsen“ dargestellt, sie seien „fleißig, sparsam und haben regen Sinn für Religion“. Über viele Jahrhunderte hinweg bildete die Land- und Forstwirtschaft, als Nebenerwerb auch der Obstanbau und die Heimweberei, die Lebensgrundlagen der Einwohner. Heute sind es nur noch wenige Familienbetriebe, die die Gemarkungsfläche bewirtschaften.
Das Dorf hatte schon frühzeitig trotz bescheidener Einkommensverhältnisse bemerkenswerte Gemeinschaftseinrichtungen schaffen können. So wurde 1846 das heute noch bestehende Schul- und Rathaus errichtet, abgelöst 1965 durch den Neubau eines Schulhauses mit Turnhalle. 1929 ließ die Gemeinde ein Schwimmbad errichten und einen See anlegen. Auch aus diesem Grund erhielt sie 1938 die Auszeichnung als Fremdenverkehrsgemeinde.

## Persönlichkeiten
- Wilhelm Dittus (1900–1980), Jurist
- Jürgen Großmann (* 1962), Kommunalpolitiker (CDU) und Oberbürgermeister der Stadt Nagold